# 지휘 계통
지휘 계통(command hierarchy) 또는 명령 계통(chain of command)은 집단 내에서 타인의 권위에 따라 명령을 수행하는 사람들의 집단이다. 지휘 계통의 특정 측면들은 계급, 지휘통일, 엄격한 책임을 포함하여 유사한 경향이 있다. 지휘 계통은 군대 및 기타 조직에서 사용된다. 동질적인 지휘 집단에서는 체계적 편향이 발생할 수 있다.

## 설명
사람들의 집단 내에서 지휘 계통은 집단 구성원의 권위에 따라 누가 명령을 수행하는지 정의한다. 사회학에서 지휘 계통은 "권력 네트워크"의 가장 가시적인 요소로 간주된다. 이 모델에서는 사회 자본이 계층을 통해 이동하는 명령에 대한 반응으로 동원되는 것으로 간주되어 "지휘통제"라는 문구가 생겨났다.

### 특징
통제 정도나 달성된 결과에 관계없이, 그리고 계층이 어떻게 정당화되고 합리화되는지에 관계없이, 지휘 계통의 특정 측면들은 유사한 경향이 있다.
- 계급 – 특히 군사 계급 – 권력 구조에서 "누가 누구보다 상급자인가"
- 지휘통일 – 계층의 각 구성원은 단 하나의 상급자만을 가지며, 모순되는 명령의 가능성을 배제한다.
- 엄격한 책임 – 명령을 내리는 사람은 결과에 대해 책임이 있으며, 명령을 수행하는 사람은 책임이 없다 (이전에 언급된 불법적인 명령은 예외).
- 엄격한 피드백 규칙 – 불만 사항은 권한을 가진 사람들에게 계층 위로 전달되며, 권한이 없는 사람들에게 아래로 전달되지 않는다.
- 의사 결정에 대한 상세한 규칙 – 어떤 기준이 적용되고 언제 적용되는지
- 표준화된 언어 및 전문 용어
- 일부 윤리 및 공통된 핵심 신념, 보통 신병 모집 및 선발 초기부터 시행된다.

## 예시

### 군대 명령 계통
군대 환경에서 명령 계통은 부대 내에서 그리고 다른 부대들 사이에서 명령이 전달되는 권한과 책임의 선이다. 더 간단히 말하면, 명령 계통은 지휘가 행사되고 실행되는 일련의 리더들이다. 명령은 장교와 같이 책임 있는 상급자로부터 하급자에게 지휘 계통을 따라 전달되며, 하급자는 명령을 직접 실행하거나 적절하게 계통을 따라 전달하여 실행해야 하는 사람들에게 도달할 때까지 전달한다. "지휘는 직책과 군사 계급을 가진 군인의 특별한 임무를 통해 행사되며, 이들은 지휘를 행사할 자격이 있다."
일반적으로 군인들은 명령 계통에서 바로 아래에 있는 사람들에게만 명령을 내리고, 바로 위에 있는 사람들로부터만 명령을 받는다. 임무나 명령을 수행하는 데 어려움이 있어 지휘 계통에서 직속 지휘관보다 상급자에게 직접 도움을 요청하는 군인은 지휘 계통을 존중하지 않은 이유로 징계받을 가능성이 높다. 마찬가지로, 장교는 일반적으로 자신의 직속 하급자에게만 명령을 내릴 것으로 예상되며, 이는 해당 하급자보다 지휘 계통에서 더 낮은 다른 군인에게 명령을 전달하기 위해서라도 그렇다.
지휘 계통의 개념은 또한 상위 계급만으로 상급 군인이 하급자에게 명령을 내릴 자격이 주어지는 것은 아님을 의미한다. 예를 들어, "A" 부대의 장교는 "B" 부대의 하급 구성원에게 직접 명령하지 않으며, 해당 부대 구성원들의 조치가 필요할 경우 일반적으로 "B" 부대의 장교에게 접근할 것으로 예상된다. 지휘 계통은 개별 구성원들이 오직 한 명의 상급자로부터 명령을 받고, 그들 바로 아래의 정의된 집단에게만 명령을 내린다는 것을 의미한다.
만약 "A" 부대의 장교가 "B" 부대의 하급 구성원에게 직접 명령을 내린다면, 이는 매우 이례적인 상황 (즉, 실수 또는 시간 부족이나 "B" 부대 지휘관과 협의할 수 없는 등 비상 상황)으로 간주될 것이다. 왜냐하면 "A" 장교는 "B" 부대 지휘관의 권한을 침해하는 것으로 보일 것이기 때문이다. 상황이나 군사 조직의 표준 절차에 따라, 명령을 받은 하급 구성원은 어쨌든 명령을 수행하기로 선택하거나, 먼저 자신의 지휘 계통, 이 예에서는 "B" 장교와 협의해야 한다고 조언할 수 있다. 명령 수행 거부는 거의 항상 불복종으로 간주된다. 유일하게 허용되는 예외는 명령 자체가 불법적인 경우이다 (즉, 명령을 수행하는 사람이 불법적인 행위를 저지르는 경우). (상급자의 명령 참조)
또한, 전투 부대 내에서 전투병과 장교는 지휘 계통에 속하지만, 전문 분야의 참모 장교들(의료, 치과, 법률, 보급, 군목 등)은 자신의 전문 분야 내를 제외하고는 지휘 계통에 속하지 않는다. 예를 들어, 보병 대대의 의무 장교는 해당 부대의 위생병에 대한 책임이 있지만, 대대 또는 그 예하 부대를 지휘할 자격은 없다.

### 다른 조직의 지휘 계통
명령 계통이라는 용어는 민간 관리 맥락에서도 유사한 계층적 권한 구조를 설명하는 데 사용된다. 이러한 구조에는 소방서, 경찰서 및 준군사 지휘 또는 권력 구조를 가진 다른 조직이 포함된다.
기업 및 비군사 조직은 종종 고위 경영진이 지휘하고, 하급 직원에게는 더 적은 권한이 위임된다.

## 같이 보기
- 통제 (경영)
- 지휘 (군사 편성)
- 계층 조직
- 사고 지휘 시스템
- 지휘통제
- 군사 계급
- 지시 통제